# Persone di nome Rinaldo
| Questa pagina contiene informazioni ricavate automaticamente dalle voci biografiche con l'ausilio del template Bio e di un bot. L'aggiornamento è periodico e automatico e ricostruisce completamente la pagina. Se manca una persona in questa lista, sei pregato di non aggiungerla, ma accertati piuttosto che la sua voce biografica contenga il template Bio e che i dati anagrafici siano correttamente compilati. Se il template Bio manca, inseriscilo tu stesso o, in alternativa, metti l'avviso {{tmp\|Bio}} che ne segnala la mancanza. Se i dati riportati sono sbagliati, correggi direttamente la voce biografica; le modifiche saranno visibili in questa lista entro pochi giorni. Per chiarimenti vedi il progetto antroponimi. La lista contiene solo le 132 persone che sono citate nell'enciclopedia e per le quali è stato implementato correttamente il template Bio. Pagina aggiornata al 6 ago 2025. |

Questa è una lista di persone presenti nell'enciclopedia che hanno il nome Rinaldo, suddivise per attività principale.

## Allenatori di calcio(3)
- Rinaldo Olivieri, allenatore di calcio e calciatore italiano (San Benedetto del Tronto, n. 1935 - † 1991)
- Rinaldo Piraccini, allenatore di calcio e ex calciatore italiano (Stresa, n. 1958)
- Rinaldo Settembrino, allenatore di calcio e calciatore italiano (Salerno, n. 1927 - Salerno, † 1979)

## Ammiragli(1)
- Rinaldo Veri, ammiraglio italiano (Bombay, n. 1952)

## Antifascisti(1)
- Dino Del Bo, antifascista, partigiano e politico italiano (Milano, n. 1916 - Milano, † 1991)

## Arbitri di calcio(1)
- Rinaldo Barlassina, arbitro di calcio italiano (Novara, n. 1898 - Bergamo, † 1946)

## Arcivescovi cattolici(4)
- Rinaldo Orsini, arcivescovo cattolico italiano († 1510)
- Rinaldo Camillo Rousset, arcivescovo cattolico italiano (Beaulard, n. 1860 - Reggio Calabria, † 1926)
- Rinaldo da Concorezzo, arcivescovo cattolico italiano (Milano, n. 1250 - Argenta, † 1321)
- Rinaldo da Polenta, arcivescovo cattolico italiano (Ravenna, † 1322)

## Artisti(3)
- Rinaldo Barbetti, artista e disegnatore italiano (Siena, n. 1830 - Firenze, † 1904)
- Rinaldo Cuneo, artista statunitense (San Francisco, n. 1877 - San Francisco, † 1939)
- Rinaldo Donzelli, artista e designer italiano (Mariano Comense, n. 1921 - † 1984)

## Attori(2)
- Rinaldo Rinaldi, attore italiano
- Rinaldo Smordoni, attore italiano (Roma, n. 1933 - Roma, † 2024)

## Avvocati(1)
- Rinaldo Panzarasa, avvocato e imprenditore italiano (Novara, n. 1877 - Varese, † 1950)

## Biblisti(1)
- Rinaldo Nascimbene, biblista, teologo e ebraista italiano (Pavia, n. 1883 - Pavia, † 1958)

## Bobbisti(1)
- Rinaldo Ruatti, bobbista italiano (Cortina d'Ampezzo, n. 1930 - Cortina d'Ampezzo, † 2020)

## Calciatori(17)
- Rinaldo Amey, calciatore italiano
- Rinaldo Amorim, calciatore brasiliano (Jurema, n. 1941 - Cabo de Santo Agostinho, † 2023)
- Pietro Bronzini, calciatore italiano (Milano, n. 1898 - Milano, † 1962)
- Rinaldo Cappellini, ex calciatore italiano (Torino, n. 1926)
- Aldo Drosina, calciatore e allenatore di calcio jugoslavo (Pola, n. 1932 - Pola, † 2000)
- Rinaldo Fiumi, calciatore italiano (La Spezia, n. 1923)
- Rinaldo Frezza, ex calciatore italiano (Padova, n. 1943)
- Rinaldo Martino, calciatore argentino (Rosario, n. 1921 - Buenos Aires, † 2000)
- Rinaldo Morchio, calciatore italiano (Genova, n. 1900 - Genova, † 1960)
- Rinaldo Moro, ex calciatore italiano (Meolo, n. 1926)
- Rinaldo Olivazzo, calciatore italiano (Novi Ligure, n. 1904 - Novi Ligure, † 1970)
- Rinaldo Petrozzi, calciatore italiano (Colloredo, n. 1911)
- Rinaldo Piazzalunga, calciatore italiano (Milano, n. 1899 - Segrate, † 1978)
- Rinaldo Pretti, calciatore italiano (Livorno Ferraris, n. 1907 - Cirié, † 1989)
- Rinaldo Roggero, calciatore italiano (Savona, n. 1891 - Savona, † 1966)
- Rinaldo Seri, calciatore italiano (Brescia, n. 1928 - Brescia, † 2012)
- Rinaldo Varalda, calciatore italiano (Caresana, n. 1895 - Torino, † 1956)

## Cantautori(1)
- Rinaldo Del Monte, cantautore italiano (Sorbolo, n. 1946)

## Cardinali(4)
- Rinaldo Brancaccio, cardinale italiano (Napoli - Roma, † 1427)
- Rinaldo d'Este, cardinale e vescovo cattolico italiano (Modena, n. 1617 - Modena, † 1672)
- Rinaldo Orsini, cardinale italiano (Roma - Avignone, † 1374)
- Rinaldo Piscicello, cardinale e arcivescovo cattolico italiano (Napoli, n. 1415 - Roma, † 1457)

## Ciclisti su strada(3)
- Rinaldo Moresco, ex ciclista su strada italiano (Bargagli, n. 1925)
- Rinaldo Nocentini, ex ciclista su strada italiano (Montevarchi, n. 1977)
- Rinaldo Spinelli, ciclista su strada italiano (Lari, n. 1893)

## Clavicembalisti(1)
- Rinaldo Alessandrini, clavicembalista e direttore d'orchestra italiano (Roma, n. 1960)

## Compositori(4)
- Rinaldo Franci, compositore e violinista italiano (Siena, n. 1852 - Siena, † 1907)
- Rinaldo Morrocchi, compositore italiano (Siena, n. 1835 - Siena, † 1885)
- Rinaldo di Capua, compositore italiano (Capua - forse Roma)
- Rinaldo Ticci, compositore italiano (Siena, n. 1805 - Siena, † 1883)

## Condottieri(3)
- Malerba, condottiero tedesco († 1345)
- Rinaldo Orsini, condottiero italiano (Roma, n. 1402 - Piombino, † 1450)
- Rinaldo da Monteverde, condottiero italiano (Fermo, † 1380)

## Critici letterari(1)
- Rinaldo Rinaldi, critico letterario italiano (Torino, n. 1951)

## Diplomatici(1)
- Rinaldo Petrignani, diplomatico italiano (Roma, n. 1927)

## Dirigenti sportivi(1)
- Rinaldo Sagramola, dirigente sportivo italiano (Roma, n. 1954)

## Economisti(1)
- Rinaldo Ossola, economista e politico italiano (Lecco, n. 1913 - Roma, † 1990)

## Editori(1)
- Rinaldo Traini, editore, storico e sceneggiatore italiano (Milano, n. 1931 - Roma, † 2019)

## Fumettisti(1)
- Roy D'Amy, fumettista italiano (Cismon del Grappa, n. 1923 - Milano, † 1979)

## Giocatori di baseball(1)
- Rugger Ardizoia, giocatore di baseball italiano (Oleggio, n. 1919 - San Francisco, † 2015)

## Hockeisti su pista(1)
- Rinaldo Uggeri, ex hockeista su pista e allenatore di hockey su pista italiano (Lodi)

## Imprenditori(3)
- Rinaldo Piaggio, imprenditore italiano (Genova, n. 1864 - Genova, † 1938)
- Rinaldo Simonetti, imprenditore e politico italiano (Bologna, n. 1821 - Porretta, † 1870)
- Rinaldo Tornielli di Borgo Lavezzaro, imprenditore e politico italiano (Novara, n. 1843 - Novara, † 1910)

## Ingegneri(1)
- Rinaldo Monicelli, ingegnere italiano (Ostiglia, n. 1892 - Pisa, † 1955)

## Letterati(1)
- Rinaldo Corso, letterato, magistrato e vescovo cattolico italiano (Verona, n. 1525 - Strongoli, † 1582)

## Medici(1)
- Rinaldo Pellegrini, medico italiano (Venezia, n. 1883 - Padova, † 1977)

## Militari(3)
- Rinaldo Arconati, militare e politico italiano (Milano, n. 1841 - Varese, † 1928)
- Rinaldo Arnaldi, militare e partigiano italiano (Dueville, n. 1914 - Barenthal, † 1944)
- Rinaldo Loy, militare italiano (Seui, n. 1894 - Amba Ghiorghis lncasc, † 1940)

## Nobili(8)
- Rinaldo dei Bonacolsi, nobile italiano (Mantova, n. 1278 - Mantova, † 1328)
- Rinaldo d'Este, nobile italiano (Ferrara, n. 1230 - † 1251)
- Rinaldo II d'Este, nobile, politico e condottiero italiano (Ferrara - Ferrara, † 1335)
- Rinaldo di Courtenay, nobile († 1194)
- Rinaldo di Borgogna, nobile e abate franco (n. 1059 - † 1090)
- Rinaldo degli Scrovegni, nobile italiano
- Rinaldo Taverna, nobile, politico e generale italiano (Milano, n. 1839 - Roma, † 1913)
- Rinaldo di Hainaut, nobile fiammingo († 973)

## Paleontologi(1)
- Rinaldo Zardini, paleontologo e botanico italiano (Cortina d'Ampezzo, n. 1902 - Cortina d'Ampezzo, † 1988)

## Parolieri(1)
- Rinaldo Prandoni, paroliere, compositore e cantautore italiano (Busto Arsizio, n. 1939)

## Piloti automobilistici(1)
- Rinaldo Capello, pilota automobilistico italiano (Asti, n. 1964)

## Pittori(9)
- Rinaldo Agazzi, pittore italiano (Mapello, n. 1857 - Bergamo, † 1939)
- Rinaldo Botti, pittore italiano (Firenze, n. 1658 - Firenze, † 1740)
- Rinaldo Caressa, pittore italiano (Roma, n. 1929 - Roma, † 2009)
- Rinaldo Geleng, pittore italiano (Roma, n. 1920 - Roma, † 2003)
- Rinaldo Jacovetti, pittore, scultore e architetto italiano (Calvi dell'Umbria, n. 1475 - † 1528)
- Rinaldo Mantovano, pittore italiano (Mantova)
- Rinaldo Pigola, pittore e scultore italiano (Romano di Lombardia, n. 1918 - Romano di Lombardia, † 1999)
- Rinaldo da Siena, pittore e miniatore italiano
- Rinaldo da Taranto, pittore italiano

## Poeti(3)
- Rinaldo Küfferle, poeta, traduttore e librettista russo (San Pietroburgo, n. 1903 - Milano, † 1955)
- Rinaldo d'Aquino, poeta italiano (Montella)
- Rinaldo da Villafranca, poeta, grammatico e umanista italiano (Villafranca di Verona, n. 1291 - Verona, † 1362)

## Politici(9)
- Rinaldo degli Albizzi, politico italiano (Firenze, n. 1370 - Ancona, † 1442)
- Rinaldo Bontempi, politico italiano (Pinerolo, n. 1944 - † 2007)
- Rinaldo Bosco, politico italiano (Udine, n. 1950)
- Rinaldo Canna, politico italiano (Novara, n. 1926 - Novara, † 2002)
- Rinaldo Casati, politico italiano (Milano, n. 1844 - Milano, † 1898)
- Rinaldo Magnani, politico italiano (Genova, n. 1930 - Genova, † 2006)
- Rinaldo Melucci, politico italiano (Taranto, n. 1977)
- Rinaldo Ruschi, politico italiano (Pisa, n. 1817 - Pisa, † 1891)
- Rinaldo Santini, politico italiano (Roma, n. 1914 - Roma, † 2013)

## Presbiteri(2)
- Rinaldo Fabris, presbitero, biblista e teologo italiano (Pavia di Udine, n. 1936 - Pagnacco, † 2015)
- Rinaldo Fulin, presbitero, storico e docente italiano (Venezia, n. 1824 - Venezia, † 1884)

## Registi(2)
- Arturo Ambrosio, regista e produttore cinematografico italiano (Torino, n. 1870 - Pancalieri, † 1960)
- Rinaldo Gaspari, regista televisivo italiano (Milano, n. 1955)

## Religiosi(1)
- Rinaldo d'Este, religioso e condottiero italiano (Ferrara, n. 1435 - Ferrara, † 1503)

## Santi(1)
- Rinaldo Pampinoni, santo italiano (Montolmo, † 1220)

## Scacchisti(1)
- Rinaldo Bianchetti, scacchista e compositore di scacchi italiano (Genova, n. 1882 - Ruta di Camogli, † 1963)

## Scrittori(1)
- Rinaldo De Benedetti, scrittore italiano (Cuneo, n. 1903 - Milano, † 1996)

## Scultori(6)
- Rinaldo Bonanno, scultore e architetto italiano (Raccuja, n. 1545 - Messina, † 1600)
- Rinaldo Carnielo, scultore italiano (Biadene, n. 1853 - Firenze, † 1910)
- Rinaldo De Stauris, scultore italiano (Cremona)
- Rinaldo Mastellari, scultore italiano (Mirabello, n. 1884 - Torino, † 1962)
- Rinaldo Piras, scultore italiano (Roma, n. 1963 - † 2001)
- Rinaldo Rinaldi, scultore italiano (Padova, n. 1793 - Roma, † 1873)

## Sindacalisti(1)
- Rinaldo Rigola, sindacalista e politico italiano (Biella, n. 1868 - Milano, † 1954)

## Tiratori a segno(1)
- Rinaldo Capuzzi, tiratore a segno italiano (Brescia, n. 1904 - Milano, † 1990)

## Triplisti(1)
- Rinaldo Camaioni, triplista e dirigente d'azienda italiano (Ascoli Piceno, n. 1940 - Buttigliera Alta, † 2019)

## Vescovi(1)
- Rinaldo di Vendôme, vescovo francese († 1016)

## Vescovi cattolici(5)
- Rinaldo Acquaviva, vescovo cattolico italiano († 1264)
- Rinaldo Montoro e Landolina, vescovo cattolico italiano (Noto - † 1511)
- Rinaldo di Nocera Umbra, vescovo cattolico e santo italiano (Postignano - Nocera Umbra, † 1217)
- Rinaldo Scarlicchio, vescovo cattolico italiano (Eger - Lubiana, † 1640)
- Rinaldo II Trinci, vescovo cattolico italiano (Foligno - Milano)

## Senza attività specificata(9)
- Rinaldo d'Este, duca italiano (Modena, n. 1655 - Modena, † 1737)
- Rinaldo di Châtillon, cavaliere medievale francese († 1187)
- Rinaldo di Jülich-Geldern, duca (n. 1365 - † 1423)
- Rinaldo Ridello, duca normanno
- Rinaldo I di Borgogna, conte († 1057)
- Rinaldo II di Borgogna, conte († 1101)
- Rinaldo III di Borgogna, francese († 1148)
- Rinaldo di Dammartin, conte (Goulet, † 1227)
- Rinaldo di Dunstanville, 1º Conte di Cornovaglia, conte (Dunstanville - Chertsey, † 1175)